# Основы безопасности жизнедеятельности
Осно́вы безопа́сности жизнеде́ятельности (ОБЖ, или ОБЖД) — учебный предмет, изучавшийся в 1992 — 2024 годах в учреждениях начального, общего и среднего профессионального образования России. Заменен на основы безопасности и защиты родины. До 1990 года в СССР изучался учебный предмет начальная военная подготовка. В рамках высшего образования изучается предмет безопасность жизнедеятельности.

## История дисциплины
Приказом Министерства образования РСФСР в 1991 году в государственных общеобразовательных учебных заведениях был введён курс «Основы безопасности жизнедеятельности» (ОБЖ). С 1 сентября 1991 года курс изучался во 2, 3, 6, 7, 10 и 11 классах, а с 1994 года Министерство образования РФ рекомендовало изучение курса ОБЖ в общеобразовательных учреждениях во всех классах (с 1 по 11 класс). Инициаторами введения курса ОБЖ стали Министерство образования РСФСР и Государственный комитет по делам гражданской обороны, чрезвычайным ситуациям и ликвидации последствий стихийных бедствий.

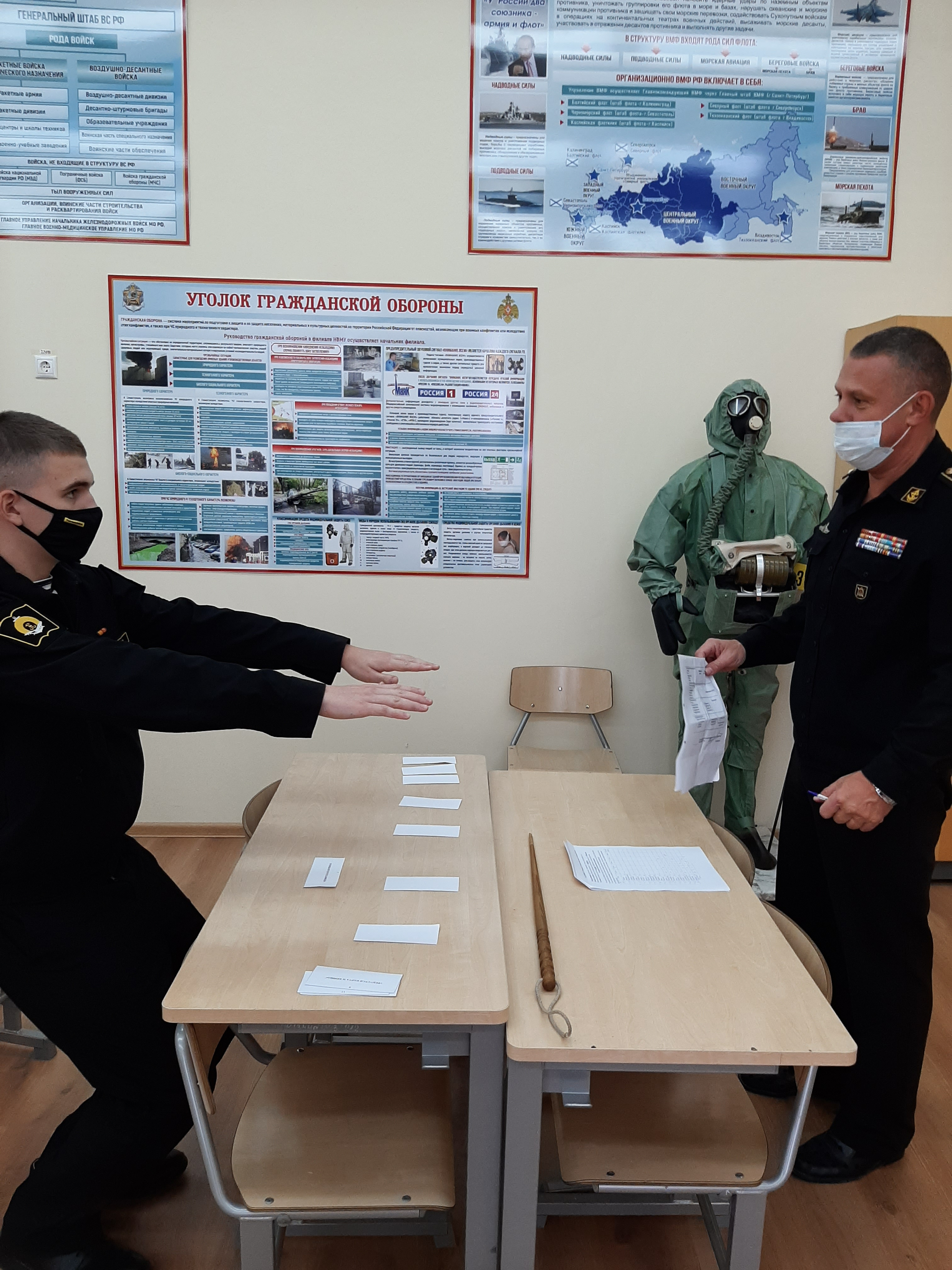
Урок ОБЖ в классе

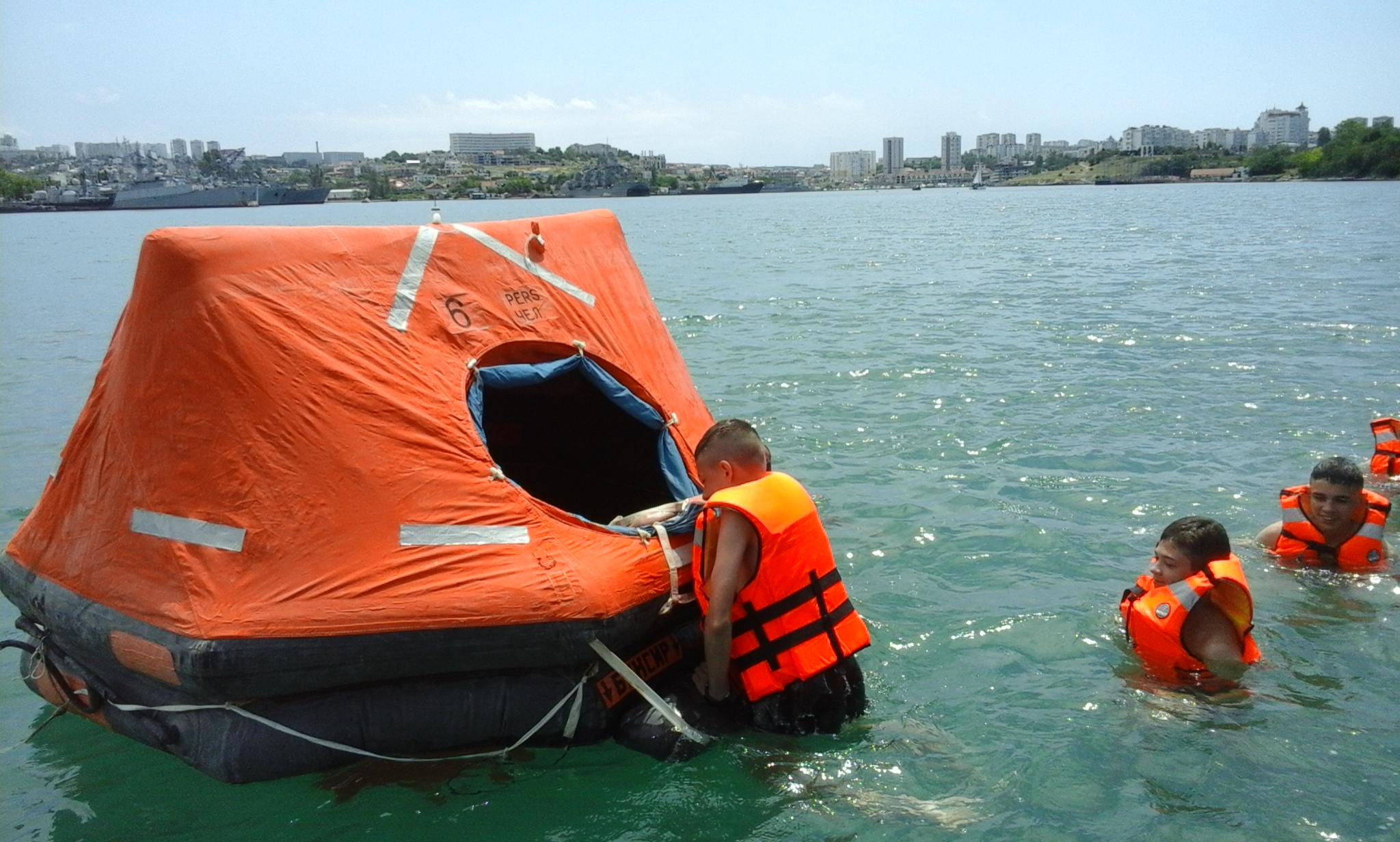
Урок ОБЖ на воде

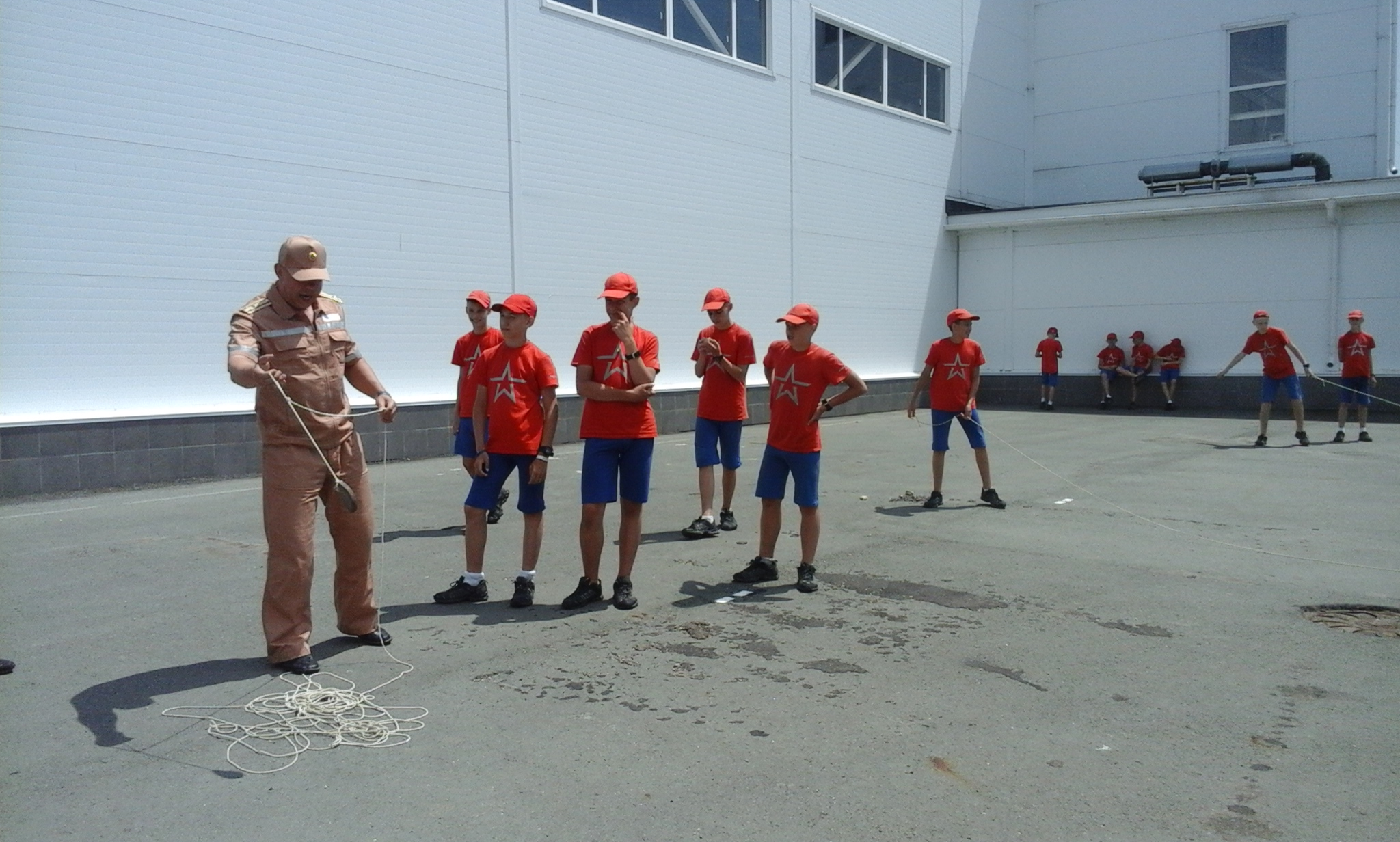
Урок ОБЖ в городе

Первое официальное признание понятия „безопасность жизнедеятельности“ в образовательной сфере стало закономерным следствием, с одной стороны, роста угроз жизнедеятельности человека и общества в целом, а с другой — достижений в изучении проблем безопасности представителями многих отраслей науки».
С 1991—1992 учебного года курс ОБЖ был введён для учащихся 2-7 классов общеобразовательных школ по временной программе. Занятия по курсу ОБЖ были включены в общешкольное расписание. Уроки ОБЖ стали вести преподаватели ОБЖ или учителя, прошедшие соответствующую подготовку.
В 1993 году курс ОБЖ вводится не только в общеобразовательных учреждениях, но и в учреждениях начального и среднего профессионального образования, разрабатываются программы курса ОБЖ для различных типов образовательных учреждений, утверждается тарифно-квалификационная характеристика должности преподаватель-организатор ОБЖ.
В 1998 году приказом Минобразования России от 19 мая 1998 г. № 1236 документально определяется обязательный минимум содержания курса ОБЖ, а согласно приказу от 9 февраля 1998 г. № 322 предмет ОБЖ был включён в базисный план общеобразовательных учреждений Российской Федерации.
С 1 сентября 2023 года согласно утвержденным Минобразованием федеральным образовательным программам в блок Основ безопасности жизнедеятельности добавлены элементы начальной военной подготовки: правила стрельбы из автомата Калашникова, принципы действия гранат Ф-1 и РГД-5, оказание первой помощи в бою, основы информационной безопасности, просвещение в отношении ответственности за участие в деструктивных молодежных субкультурах и экстремистских объединениях, праворадикальных группировках нацистской направленности и т. д..
С 1 сентября 2024 года «Основы безопасности жизнедеятельности» заменил новый предмет — «Основы безопасности и защиты Родины», к разработке учебной программы которого будут привлечены Минобороны и МЧС. Вместе с этим уже разработана внеурочная программа для девочек по основам медподготовки, окончив которую они смогут быть санинструкторами.

## Задачи изучения предмета
Как учебная дисциплина основы безопасности жизнедеятельности даёт знания, навыки и умения обеспечения собственной безопасности и выживания в неблагоприятных или угрожающих условиях.
Дисциплина имеет комплексный, междисциплинарный характер, так как рассматривает социальные, медико-биологические, экологические, технологические, правовые и международные аспекты. Теоретическую основу предмета составляют достижения таких наук о человеке и его деятельности, как физиология труда, психология, социология труда, инженерная психология, охрана труда, экология, эргономика, экономика, юриспруденция и многих других.
При изучении предмета ОБЖ решаются следующие задачи:
- показать обучающимся, какие опасности угрожают человеку, формы их проявления, способы защиты от них;
- научить обучающих, как уберечься от киберугроз, травли в сети (кибербуллинг), мошенничества, негативного контента, кибершантажа;
- помочь обучающим понять, что такое здоровый образ жизни (ЗОЖ), как его вести.
- систематизировать научное знание обо всех потенциальных опасностях;
- расширить представления о реакциях организма человека на воздействие негативных факторов окружающей среды с учётом его физиологических и психологических особенностей;
- овладеть знаниями и практическими навыками защиты человека и среды обитания от негативных воздействий.

Курс ОБЖ реализует требования ряда Федеральных законов: «О безопасности», «Основы законодательства Российской Федерации об охране здоровья граждан», «О защите населения и территорий от чрезвычайных ситуаций природного и техногенного характера», «О воинской обязанности и военной службе», «О радиационной безопасности граждан», «О пожарной безопасности», «О безопасности дорожного движения» и др., а также ряда Постановлений Правительства РФ и других нормативно-правовых документов в области обеспечения безопасности граждан.
Изучение курса ОБЖ направлено на формирование у учащихся сознательного и ответственного отношения к личной безопасности и безопасности окружающих, усвоение ими знаний и умений распознавать и оценивать опасные ситуации, определять способы защиты от них, оказывать само- и взаимопомощь.
Тематически содержание курса включает в себя три основных раздела:
1. безопасность и защита человека в опасных и чрезвычайных ситуациях;
2. основы медицинских знаний и здорового образа жизни;
3. основы военной службы.

## Белоруссия
Возвращение учебного курса по основам безопасности жизнедеятельности в обязательную 
школьную программу в августе 2011 года инициируется МЧС. Прежде курс входил в школьную программу в качестве обязательного для изучения предмета, на август 2011 год — в виде факультативных занятий.